# 저우양 (쇼트트랙 선수)
저우양(周洋, 1991년 6월 9일~)은 중화인민공화국의 여자 쇼트트랙 선수이다.
2010년 동계 올림픽 1500m에서 금메달을 획득했다.